# Jerzy Zientara
Jerzy Juliusz Zientara (ur. 9 stycznia 1926 w Tykocinie) – polski ekonomista i działacz państwowy, wicewojewoda białostocki (1973–1975) oraz wojewoda łomżyński (1975–1986).

## Życiorys
Uzyskał wykształcenie ekonomiczne w Wyższej Szkole Ekonomicznej oraz Wyższej Szkole Gospodarki Wiejskiej w Łodzi (1950) oraz w Szkole Głównej Planowania i Statystyki (1968). Od 16 września 1954 członek PZPR. Początkowo pracował jako dyrektor Białostockich Zakładów Przemysłu Terenowego, następnie był przewodniczącym Wojewódzkiej Komisji Planowania Gospodarczego WRN w Białymstoku (1958–1960). W latach 1960–1974 pełnił obowiązki wiceprzewodniczącego Prezydium Wojewódzkiej Rady Narodowej. W 1973 mianowany wicewojewodą białostockim. Dwa lata później w wyniku reformy administracyjnej został pierwszym w historii wojewodą łomżyńskim – urząd pełnił do 1986.
Odznaczony Krzyżem Kawalerskim i Komandorskim Orderu Odrodzenia Polski, Złotym i Srebrnym Krzyżem Zasługi oraz Orderem Sztandaru Pracy II klasy.